# Mithi Vav
Der Stufenbrunnen Mithi Vav in Palanpur (Distrikt Banaskantha) gilt als das einzige erhaltene Denkmal der Paramara-Dynastie in Gujarat, Indien. Das fünfstufige Bauwerk wurde vermutlich im 13. Jahrhundert errichtet (eine Jahreszahl verweist auf das Jahr 1263 unserer Zeitrechnung), aber in die Wände sind vermutlich aus dem 8. Jahrhundert stammende Skulpturen der Götter Ganesha und Shiva, ferner Apsaras, Tanzfiguren, betenden Paare, florale und geometrische Muster eingelassen.

## Galerie

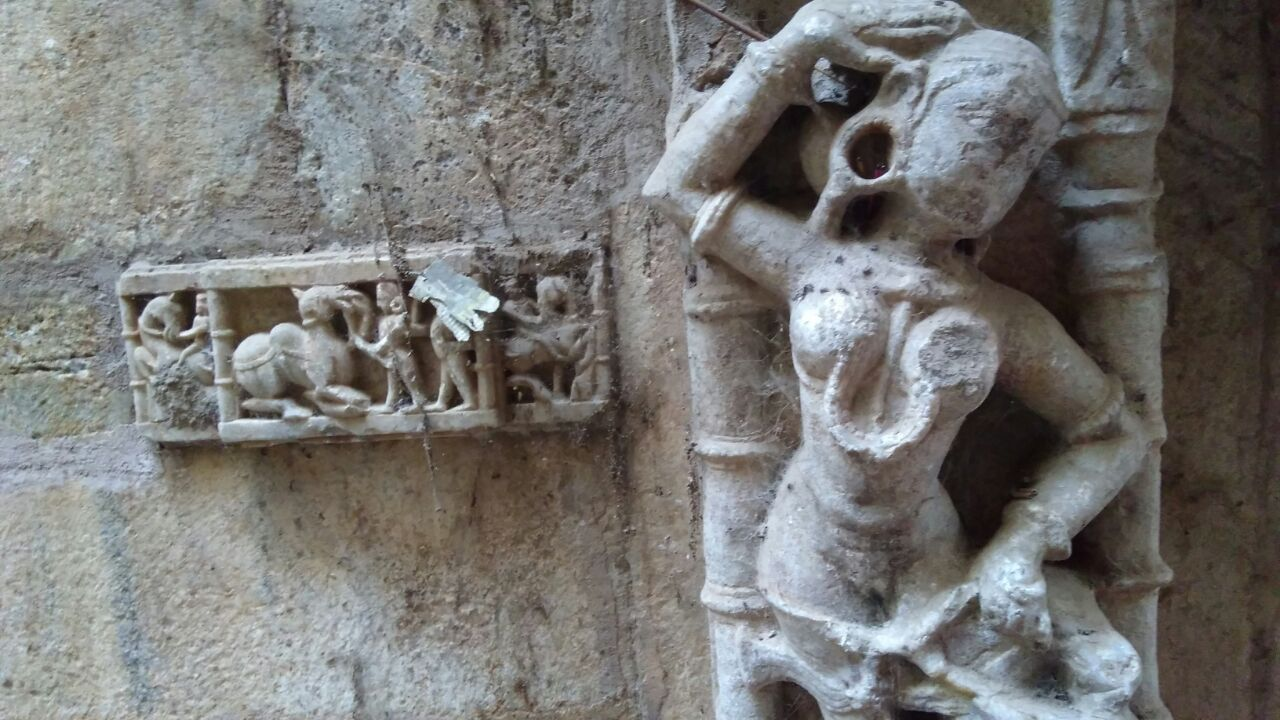
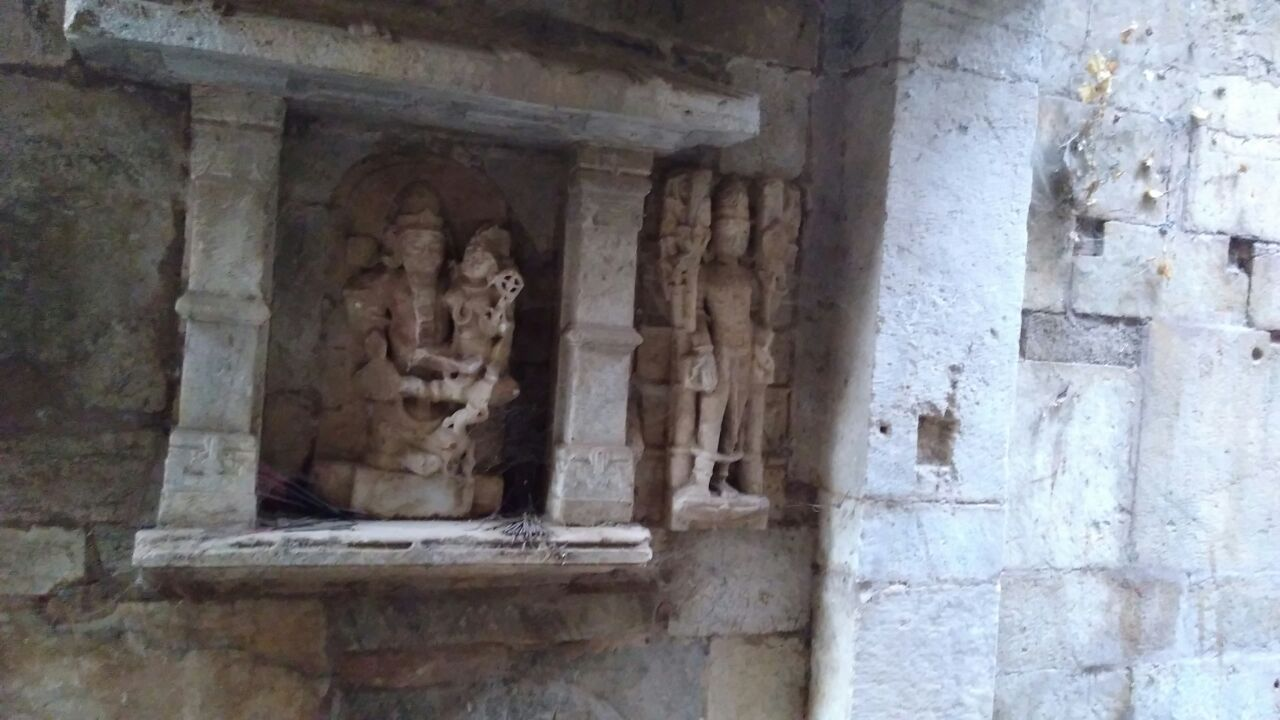
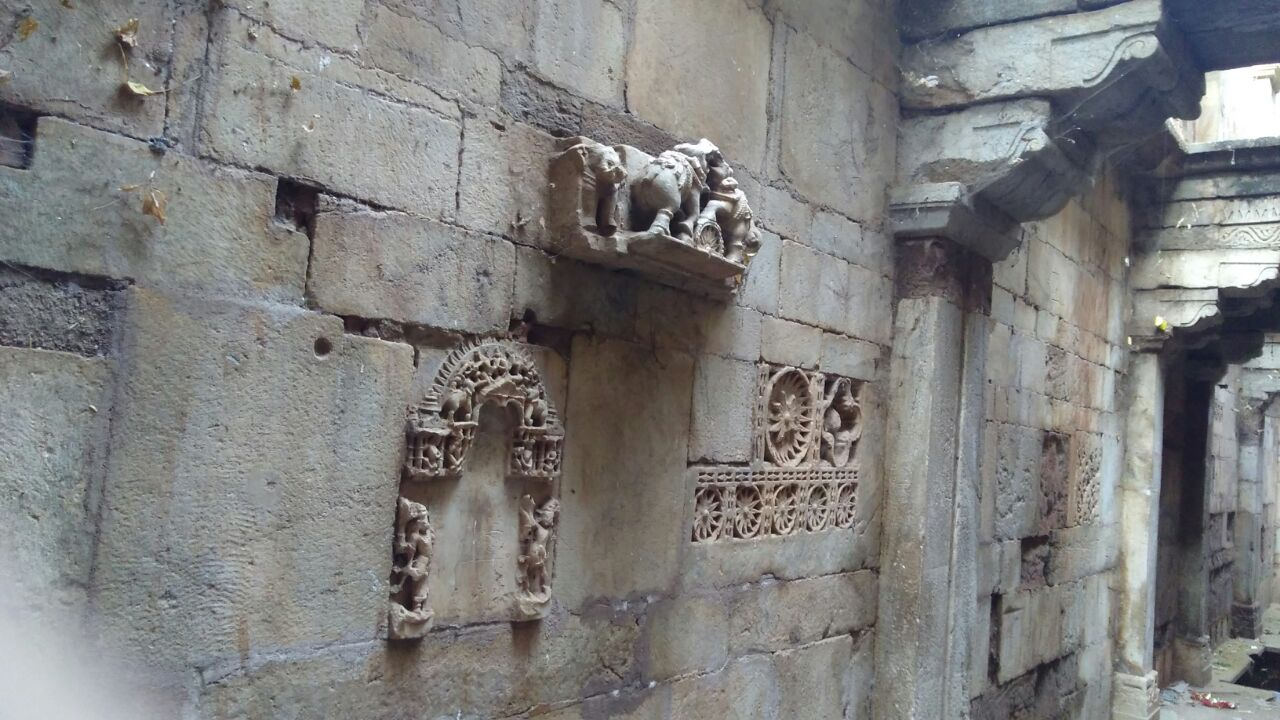
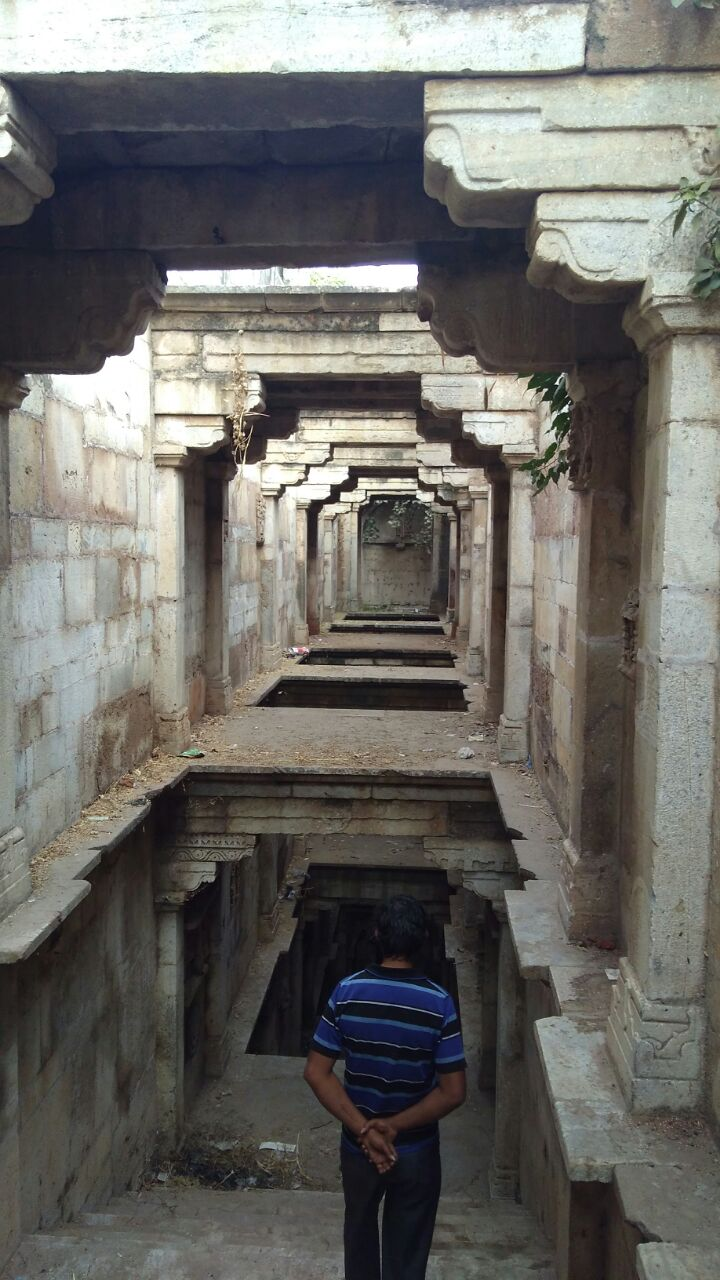